# Pyrinia sterrhata
Pyrinia sterrhata es una especie de polilla de la familia Geometridae. La especie fue descrita por primera vez por Achille Guenée habiendo sido descrita en 1858, con distribución en Brasil. Se han descrito especímenes también en Panamá.

## Descripción
Es una polilla de color amarillo. Las alas están adornadas con algunas manchas, la faja recta y el borde de color ladrillo rojo. La línea interna consta de tres manchas rojas, la fascia debajo está teñida con un tono violáceo ceniciento.